# Isaac Epstein
Isaac Epstein (également translittéré Ishac et Yishaq Epstein, יצחק אפשטיין), (Lyuban, Biélorussie 7 décembre 1862 – Jérusalem, 26 février 1943) est un pédagogue sioniste connu pour son texte  « La question oubliée » sur les relations entre les sionistes et les Palestiniens arabes. Il compte aussi parmi les figures de la renaissance de la langue hébraïque. Il est le frère de l'écrivain Zalman Epstein.

## Biographie
Isaac Epstein fait partie de la première aliya, ou vague d'immigration juive en Palestine (comme l'écrivain russe Ahad Ha'Am avec lequel il entretient un certain nombre d'affinités).
Il participe à l'acquisition des terres palestiniennes au sein d'un organisme foncier dirigé par le sioniste allemand Arthur Ruppin. Il est présent au moment du départ forcé de 600 habitants druzes du village palestinien de Métoula en 1908.

## «La question oubliée»

### Analyse
Isaac Epstein prononce un discours en 1905 au Congrès sioniste à Bâle. et le publie en 1907 sous la forme d'un article intitulé «La question oubliée» dans la revue HaShiloah, publiée à Odessa par Ahad Haam. Ce texte a été traduit en français et commenté par Nathan Weinstock en 2016 dans un ouvrage intitulé 1891-1907 : le mouvement sioniste découvre l’existence des Arabes de Palestine..
«Nous avons oublié un détail, dit Isaac Epstein, s'adressant à ses camarades au Congrès sioniste. Sur nos terres bien-aimées se trouve une nation entière établie ici depuis plusieurs siècles et qui n'a jamais songé à quitter les lieux». «Comme tous les hommes, les Arabes sont liés à leur terre natale par de puissants liens»”.
Par certains aspects, son texte exprime une attitude paternaliste à l'égard des Palestiniens arabes. Cependant, par d'autres aspects, il diverge profondément l'idéologie sioniste dominante à l'époque, qui a tendance à occulter la question palestinienne, attitude condensée dans la formule  « Un peuple sans terre pour une terre sans peuple ». Ainsi Isaac Epstein juge problématique le fait d'accaparer les terres des Palestiniens et s'interroge sur les moyens de cohabiter pacifiquement avec eux. Comme Ahad Ha'am, il déplore le fait que nombre de ses compagnons  aient « oublié » la présence d'un autre peuple sur la terre convoitée par les immigrants juifs européens. Isaac Epstein essaie de prévenir les tensions entre les Palestiniens et les groupes sionistes quand les premiers se verront dépossédés de leurs terres.
Isaac Epstein évoque dans son article les moyens par lesquels les fonctionnaires du baron de Edmond de Rothschild se sont approprié le village palestinien de Metoula (actuellement en Israël, au nord du pays) entre 1897 et 1898. Epstein réfute la thèse d'une « terre sans peuple » : « L’heure est venue, dit-il, d’extirper des esprits l’idée discréditée, répandue parmi les sionistes, que l’on trouve en Eretz Israël des terres incultes par suite du défaut de main-d’œuvre et de l’indifférence de ses habitants. Il n’existe pas de champs inoccupés. C’est tout le contraire : chaque fellah (paysan palestinien) s’efforce d’agrandir le terrain dont il dispose en y adjoignant la terre en friche qui est contiguë ».

### Réception

#### Dans les cercles sionistes
Selon Michel Abitbol, ce texte a nourri des débats pendant longtemps entre militants sionistes. I. Epstein s'est vu reprocher de remettre en cause le socle de l'idéologie sioniste - à savoir un supposé « droit inaliénable des Juifs sur la Palestine ». L'historien moderne cite notamment l'écrivain Moshe Smilansky (1874-1934) qui répond à I. Epstein qu'il faut soit accepter les droits des Arabes sur la Palestine et renoncer à jamais à cette terre, soit considérer que les Juifs en sont les uniques héritiers, et mettre fin à tout examen de conscience à ce sujet : « Nos intérêts nationaux prennent le pas sur tout autre considération morale ou politique », déclare M. Smilansky. M. Abitbol évoque aussi des opposants à I. Epstein plus radicaux encore comme Aharon Aaronsohn et Avshalom Feinberg, qui ne voyaient pas d'autre type de relation possible entre Juifs et Arabes que l'antagonisme ; pour eux cet antagonisme était celui de « la civilisation contre la barbarie ».
Selon Nathan Weinstock le texte provoque des réactions négatives de la part de militants sionistes tels que Yitzhak Ben-Zvi, Yosef Klausner, Vladimir Jabotinsky et Michael Zalman Pukhachewsky. Hors de ces polémiques, les idées de Isaac Epstein « ne connurent pas de véritable postérité ».
En 1919 dans un contexte de fortes tensions entre les groupes sionistes les Palestiniens Arabes, Epstein republie son discours dans une version plus développée sous le titre «La question de toutes les questions : concernant le peuplement de la terre» (‘The Question of All Questions: Concerning the Settling of the Land’, en hébreu «She‘elat ha-She‘elot ba-Yishuv ha-Arets»).

#### Jugements d'historiens
Pour l'historien Haïm Zafrani, Isaac Epstein est un « pionnier de la paix », qui appelle les sionistes à faire preuve d'ouverture dans leurs relations avec les Palestiniens. Selon ce spécialiste, Isaac Epstein a perçu dès 1907, dans  son article, l'importance  des problèmes de la terre et de l'eau qui occupent par la suite une place centre dans le conflit israélo-palestinien. Isaac Epstein se situe dans la lignée d'Ahad Haam et de Martin Buber qui souhaitent fonder les relations judéo-arabes sur « une coexistence pacifique, dans le respect des valeurs universelles de paix et d'éthique ».
Pour l'historien Denis Charbit, est le porte-parole d'« un humanisme éthique qui vise à surmonter l'égoïsme national ». S'adressant aux sionistes, Isaac Epstein il leur reproche de « mener une politique sioniste intégrale sans tenir compte des conséquences sociales qu'elle engendre ».

Pour l'historien Michel Abitbol, Isaac Epstein a « mis en pièce le mythe d'une terre sans peuple », mythe auquel adhéraient de nombreux sionistes, d'autant plus que des récits étaient transmis de génération en génération évoquant la « désolation de la terre promise » depuis la destruction du second Temple (en 70 de l'ère commune) et l'exil des juifs.

#### Adaptation théâtrale du texte
La Question oubliée a été adaptée au théâtre par Hagit Rehavi Nikolayevsky au festival TheatroNetto en avril 2018 en Israël ; c'est un one-man-show de l'acteur Maayan Rahamim.

## Ecoles d'hébreu en Palestine
En tant que directeur de l'école hébraïque de Rosh Pinna, Epstein a tenté d'encourager également les enfants arabes de la ville voisine d'Al-Jauna à s'inscrire